# Jordan Mechner
Jordan Mechner (New York, 4 giugno 1964) è un autore di videogiochi, scrittore e regista statunitense, noto come creatore di Prince of Persia, videogioco degli anni ottanta.

## Biografia
Di origine ebraica ha frequentato la Yale University negli anni ottanta.
Durante il suo percorso di studi presso la Yale, Mechner realizzò molti videogiochi per Apple II, ma nonostante i suoi ripetuti tentativi questi titoli furono rifiutati più volte. Asteroid Blaster, un clone del più famoso Asteroids, venne inviato alla Hayden Software e alla Deathbounce, mentre un gioco arcade astratto venne inviato alla Brøderbund. Egli passò due anni a Yale prima che venisse pubblicato il suo primo videogioco, Karateka (1984), che divenne il numero uno alla Billboard software chart nel 1984.
Il secondo videogioco, Prince of Persia, fu pubblicato nel 1989 dopo oltre quattro anni di lavoro. Egli realizzò entrambi i giochi utilizzando il linguaggio assembly del processore 6502 impiegato nell'Apple II. Sebbene questo sistema fosse già in declino alla fine degli anni ottanta, una piccola parte di videogiochi vennero pubblicati nel 1989. Inizialmente Prince of Persia non ebbe grande successo, ma grazie alla conversione del titolo su altre piattaforme le sue vendite si incrementarono sensibilmente.
Mechner progettò e diresse il primo sequel, Prince of Persia 2: The Shadow and the Flame, pubblicato nel 1993. Dopo questo titolo spostò tutto il suo interesse nella progettazione di videogiochi e nella realizzazione delle storie abbandonando la programmazione pura.
Mechner ha fondato nel 1993 la casa di produzione indipendente Smoking Car Productions, con la quale produsse il videogioco di genere avventura The Last Express con un team di sviluppo composto da sessanta persone uno dei più numerosi degli anni novanta. Il prodotto venne pubblicato nel 1997 e ottenne una buona critica, ma scarse vendite. 
The Last Express fu in un secondo tempo ripubblicato nel 2012 dalla French publisher DotEmu per smartphone e altre piattaforme.
Tutti i primi quattro titoli di Mechner furono pubblicati da Brøderbund.

## Prince of Persia revival
Nel 2001 Mechner ha lavorato in collaborazione con Ubisoft per la riedizione di Prince of Persia. Il gioco venne sviluppato da Ubisoft Montréal e in questa occasione Mechner fu game designer, autore e consulente creativo. Prince of Persia: The Sands of Time venne pubblicato nel 2003 e ricevette 12 nomination e 8 premi all'Interactive Achievement Awards (D.I.C.E.).
Ubisoft da quel momento ha pubblicato altri quattro sequel di Prince of Persia e altri spinoff.
Mechner è diventato uno dei creatori dell'adattamento cinematografico di Disney per Prince of Persia: The Sands of Time, prodotto da Jerry Bruckheimer e diretto da Mike Newell, nel cast Jake Gyllenhaal, Gemma Arterton, Ben Kingsley e Alfred Molina. Disney ha pubblicato il film Prince of Persia il 28 maggio 2010. Mechner ha realizzato i primi disegni e la sceneggiatura oltre ad essere il produttore esecutivo del film.

## Scrittura e direzione
Nel 2003, Mechner ha scritto e diretto il film documentario Chavez Ravine: A Los Angeles Story e nello stesso anno ha vinto il premio IDA per il miglior documentario ed è stato inserito nelle nomination dell'Academy Awards. La prima venne data su PBS Independent Lens nel 2005.
Il suo romanzo Templar, illustrato da LeUyen Pham & Alex Puvilland, è stato pubblicato da First Second Books nel giugno 2013 (I ladri di Salomone è stato pubblicato nel maggio 2010) Templar è stato il miglior best seller per il New York Times e ottenne la nomination per l'Eisner Award. Precedentemente Mechner aveva collaborato con Pham & Puvilland nel 2008 per la storia illustrata di Prince of Persia, scritto da A.B. Sina. Mechner ha scritto anche la storia illustrata Prince of Persia: Before the Sandstorm, al fine di legare il tutto con la stesura del film del 2010.
Mechner ha scritto la sceneggiatura per l'adattamento cinematografico del fumetto di Michael Turner, Fathom per i Fox Studios con l'attrice Megan Fox.
Mechner ha pubblicato la tecnica di sviluppo dei suoi giochi degli anni ottanta descrivendo il primo Prince of Persia e il suo predecessore Karateka, sul suo sito web 
 dove ha inoltre inserito i post degli sketch e informazioni sui suoi attuali progetti. Mechner è stato in grado di ripristinare il codice originale di Prince of Persia ritrovandolo recentemente sui suoi vecchi dischetti da 3.5″ Apple ProDOS pubblicandoli online.

## Videogiochi
- Karateka, 1984, Apple II, Brøderbund Software
- Prince of Persia, 1989, Apple II, Brøderbund Software
- Prince of Persia 2: The Shadow and the Flame, 1993, DOS, Brøderbund Software
- The Last Express, 1997, Windows, DOS, Mac OS, Brøderbund Software
- Prince of Persia: Le sabbie del tempo, 2003, PlayStation 2, Xbox, Ubisoft
- Karateka, 2012, Xbox 360, D3 Publisher

## Libri
- Templar, 2013, First Second Books, LeUyen Pham & Alex Puvilland (illus.)
- The Making of Karateka: Journals 1982-1985, 2012, Amazon
- The Making of Prince of Persia: Journals 1985-1993, 2010, Amazon
- Prince of Persia: Before the Sandstorm, 2010, Disney Todd McFarlane, Bernard Chang, Cameron Stewart, et al. (illus.)
- Solomon's Thieves (Templar: Book One), 2010, First Second Books LeUyen Pham & Alex Puvilland (illus.)
- Prince of Persia: The Graphic Novel, 2008, First Second Books A.B. Sina (writer), LeUyen Pham & Alex Puvilland (illus.)

## Film
- Waiting for Dark (1993)
- Chavez Ravine: A Los Angeles Story (2003)
- Prince of Persia: The Sands of Time (2010) (sceneggiatura)